# Otto Johannsen
Otto Johannsen (Ptuj, Eslovênia, 21 de março de 1864 – Reutlingen, 20 de março de 1954) foi um engenheiro mecânico alemão. Diversos novos métodos de fiação, como a medição do comprimento das fibras ou os métodos de processamento dos têxteis, foram desenvolvidos por Otto Johannsen. Fundou o Deutsche Institute für Textil- und Faserforschung (Instituto Alemão de Pesquisa para a Indústria Têxtil).

## Vida
Otto Johannsen estudou engenharia mecânica em Graz. Após trabalhar em uma indústria têxtil no norte da Alemanha foi em 1891 diretor da Staatliche Technikum für Textilindustrie em Reutlingen, onde lecionou durante mais de quatro décadas. Foi também a partir de 1894 docente da Universidade de Stuttgart. Após o fim da Primeira Guerra Mundial assumiu por mais de vinte anos a direção do Deutsches Forschungsinstitut für Textilindustrie em Reutlingen.
Em Reutlingen foi membro da Loja Maçônica Glocke am Fuße der Alb e também seu Venerável Mestre.

## Prêmios e condecorações
- 1912: doutor honoris causa da Technischen Hochschule Stuttgart
- 1946: cidadão honorário da cidade de Reutlingen
- 1948: Medalha Grashof da Verein Deutscher Ingenieure